# Palais Vázquez de Molina
 (février 2023).
Si vous disposez d'ouvrages ou d'articles de référence ou si vous connaissez des sites web de qualité traitant du thème abordé ici, merci de compléter l'article en donnant les références utiles à sa vérifiabilité et en les liant à la section « Notes et références ».
Le palais Vázquez de Molina, ou de las Cadenas, est un palais renaissance de la ville espagnole d'Úbeda, dans la province de Jaén (Andalousie). Il est situé place Vázquez de Molina et abrite la Mairie depuis 1850. Dans sa cave basse est installé le Centre d'Interprétation de la Renaissance. Il fait partie de l'ensemble monumental renaissance d'Úbeda, qui, avec celui  de Baeza, a été déclaré Patrimoine de l'Humanité par l'Unesco en 2003. Il a aussi le statut de Bien d'Intérêt Culturel.
L'édifice, bâti par Juan Vázquez de Molina au XVIe siècle, est connu comme Palacio de las Cadenas (« palais des chaînes ») en raison des nombreuses chaînes décoratives qui pendaient de la façade anciennement. 

## Histoire
Juan Vázquez de Molina, neveu de Francisco de los Cobos y Molina et secrétaire d'État de Philippe II d’Espagne l'a fait bâtir comme résidence particulière. Les travaux du palais ont été réalisés entre 1546 et 1565.
À sa mort, le bâtiment est revenu à un monastère de religieuses dominicaines, dénommé couvent de Madre de Dios de Las Cadenas. Pour ce faire il a été transformé pour l'adapter à un couvent, et s'est enrichi d'un décor de peintures murales encore en partie conservé. En 1873, après le désamortissement, il a été converti en Hôtel de ville municipal.
Il a été déclaré monument historique-artistique, appartenant au Trésor artistique national, le 3 juin 1931. Il a actuellement le statut de Bien d'intérêt culturel.

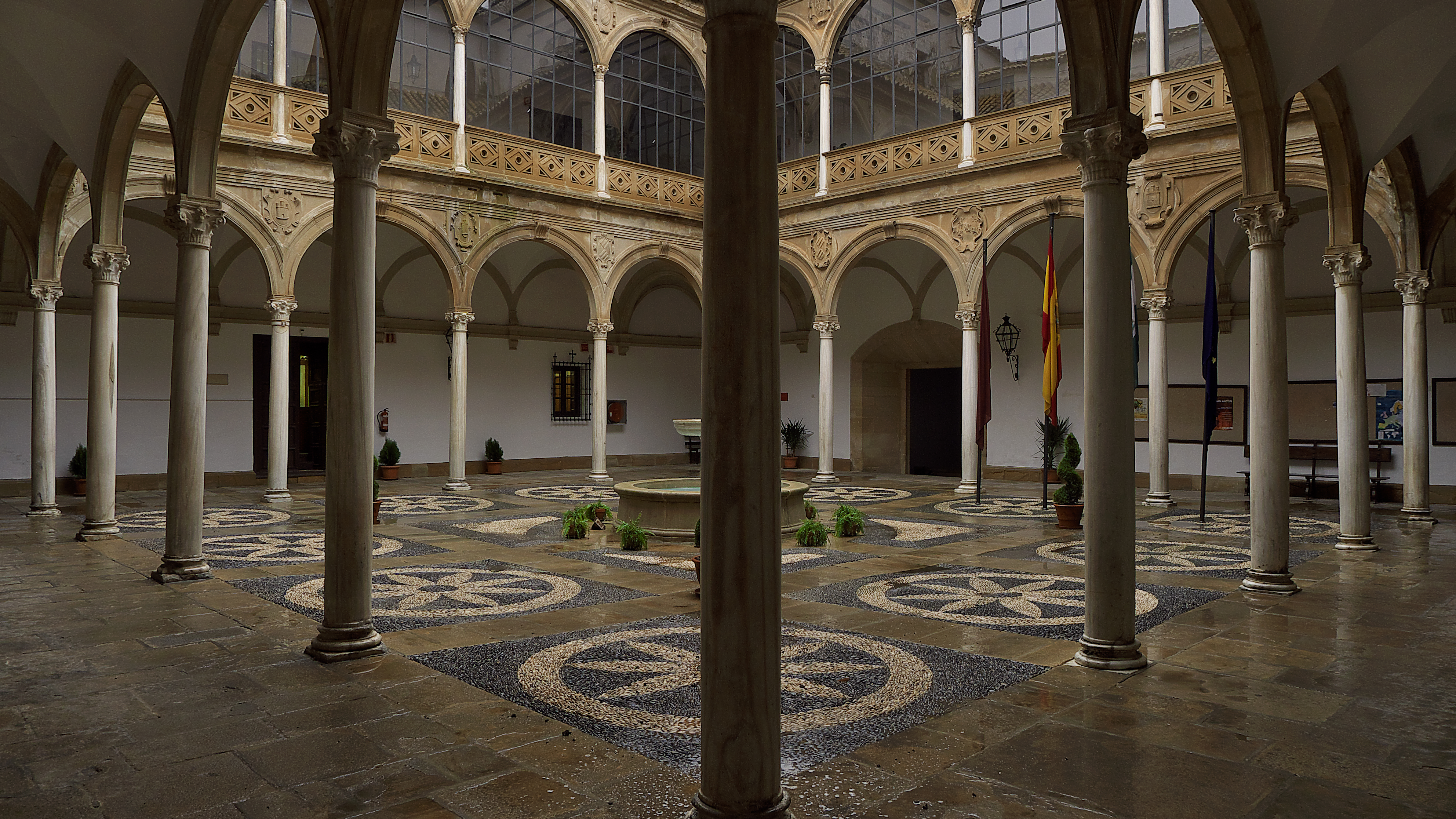
Patio intérieur.

## Source de traduction
- (es) Cet article est partiellement ou en totalité issu de l’article de Wikipédia en espagnol intitulé « Palacio de las Cadenas » (voir la liste des auteurs).